# 4761 Urrutia
4761 Urrutia este un asteroid din centura principală, descoperit pe 27 august 1981 de Hans-Emil Schuster.